# Samuel David Christian Eckardt
Samuel David Christian Eckardt (* 4. November 1749 in Berlin; † 15. Februar 1806 in Rothenburg an der Saale) war ein preußischer Geheimer Oberbergrat und Direktor des Magdeburg-Halberstädtischen Oberbergamtes Rothenburg.

## Leben
Von Samuel David Christian Eckardt wurde zeitweilig „[...] kein Hinweis“ auf sein Elternhaus und seine Schulbildung gefunden.
1757 trat er in das preußische Bergwerkswesen ein. Nachdem er zum Bergrat ernannt worden war, wurde er aufgrund seiner guten Leitung des Rothenburger Bergamtes am 19. Januar 1787 zunächst zum Ober-Bergrat erhoben, rund ein Jahrzehnt später im Mai 1897 dann zum Geheimen Ober-Bergrat.
Im Jahr 1800 stand Eckardt an der Spitze des Magdeburg-Halberstädtischen Oberbergamtes Rothenburg. Der preußische Staatswirt Friedrich Anton von Heynitz bezeichnete ihn einmal als „[...] beispielhaft.“
Nachfolger in der Leitung des Bergamtes wurde der Geheime Ober-Bergrat Johann Carl Ludwig Gerhard (1768–1835).

## Das Familiengrab
Samuel David Christian Eckardt wurde auf dem Kirchhof der Rothenburger Marienkirche bestattet. Das Familiengrab wurde als Sarkophag aus rotem Sandstein gestaltet mit Beschlägen und Inschriften auf allen vier Seiten. Drei Tafeln sind Eckardt gewidmet, eine bezeichnet ihn als „[...] Director des niedersächsischen Oberbergamtes zu Rothenburg“. Ein Inschriftentafel verweist auf die ebenfalls dort begrabenen sechs Kinder Julie, Friedrich, Ferdinand, Samuel, Wilhelmine und Ernst Eckardt sowie die Witwe Henriette Eckardt, geborene Walther (* 1751; † 3. Januar 1813). Sie war eine Tochter des Erb- und Gerichtsherrn aus Benneckenstein Carl Anton Walther (1710–1764) und der Catharina Elisabeth Sophie Bünting (1730–1778) und hatte Eckardt 1747 in Benneckenstein geheiratet. Dem Sohn Ernst Philipp Ferdinand Eckardt, einem königlich preußischen Stadtjustizrat und Oberamtsbergassessor in Berlin, der als Offizier in der Völkerschlacht bei Leipzig fiel, ist hinter dem Sarkophag ein eigenes Grabmal gewidmet.

## Archivalien
Archivalien von und über Samuel David Christian Eckardt finden sich beispielsweise
- als „Personenakten“ im Landesarchiv Sachsen-Anhalt in Wernigerode, Archivalien-Signatur F 38, V A Nr. 17 Bd. 2, Bl. 15-17[2]